# Pseudobulweria rostrata
El petrel de Tahití (Pseudobulweria rostrata) es una especie de ave procelariforme de la familia Procellariidae que habita en el océano Pacífico.

## Distribución
Se extiende por el Pacífico tropical, pudiéndose encontrar en las costas de la Samoa Americana, Australia, Fiyi, la Polinesia Francesa, México, Nueva Caledonia, Nueva Zelanda, islas Salomón, Tonga, Vanuatu y en las islas Cook.